# Latilinae
Sous-famille
Les Latilinae forment une sous-famille de poissons téléostéens, de la famille des Malacanthidae.

## Liste des genres
- Branchiostegus
- Caulolatilus Gill, 1862
- Lopholatilus Goode et Bean, 1879